# Lexington, Texas
Lexington là một thị trấn thuộc quận Lee, tiểu bang Texas, Hoa Kỳ. Năm 2010, dân số của thị trấn này là 1177 người.

## Dân số
- Dân số năm 2000: 1178 người.
- Dân số năm 2010: 1177 người.